# Gustav Stein (Politiker, 1920)
Gustav Stein (* 14. August 1920 in Staßfurt, Landkreis Calbe; † 19. August 1998) war ein deutscher Politiker (SPD) und Mitglied des Niedersächsischen Landtages.
Gustav Stein arbeitete als Polizeihauptmeister. 
Vom 24. November 1971 bis 20. Juni 1974 war er Mitglied des Niedersächsischen Landtages (7. Wahlperiode) und dort im
Ausschuss für Ernährung, Landwirtschaft und Forsten tätig.